# Oberer Steinbach
Der Obere Steinbach ist ein rechter Zufluss des Sailaufbaches im Landkreis Aschaffenburg im bayerischen Spessart.

## Geographie

### Verlauf
Der Obere Steinbach entspringt nördlich des Steinbruchs an der Hartkoppe im Sailaufer Forst. Er fließt in südliche Richtung nach Sailauf. Dort mündet er in den Sailaufbach.
Den Namenszusatz hat der Obere Steinbach, um ihn von dem in der Nähe verlaufenden Unteren Steinbach zu unterscheiden.

### Flusssystem Aschaff
- Liste der Fließgewässer im Flusssystem Aschaff

## Einzelnachweise

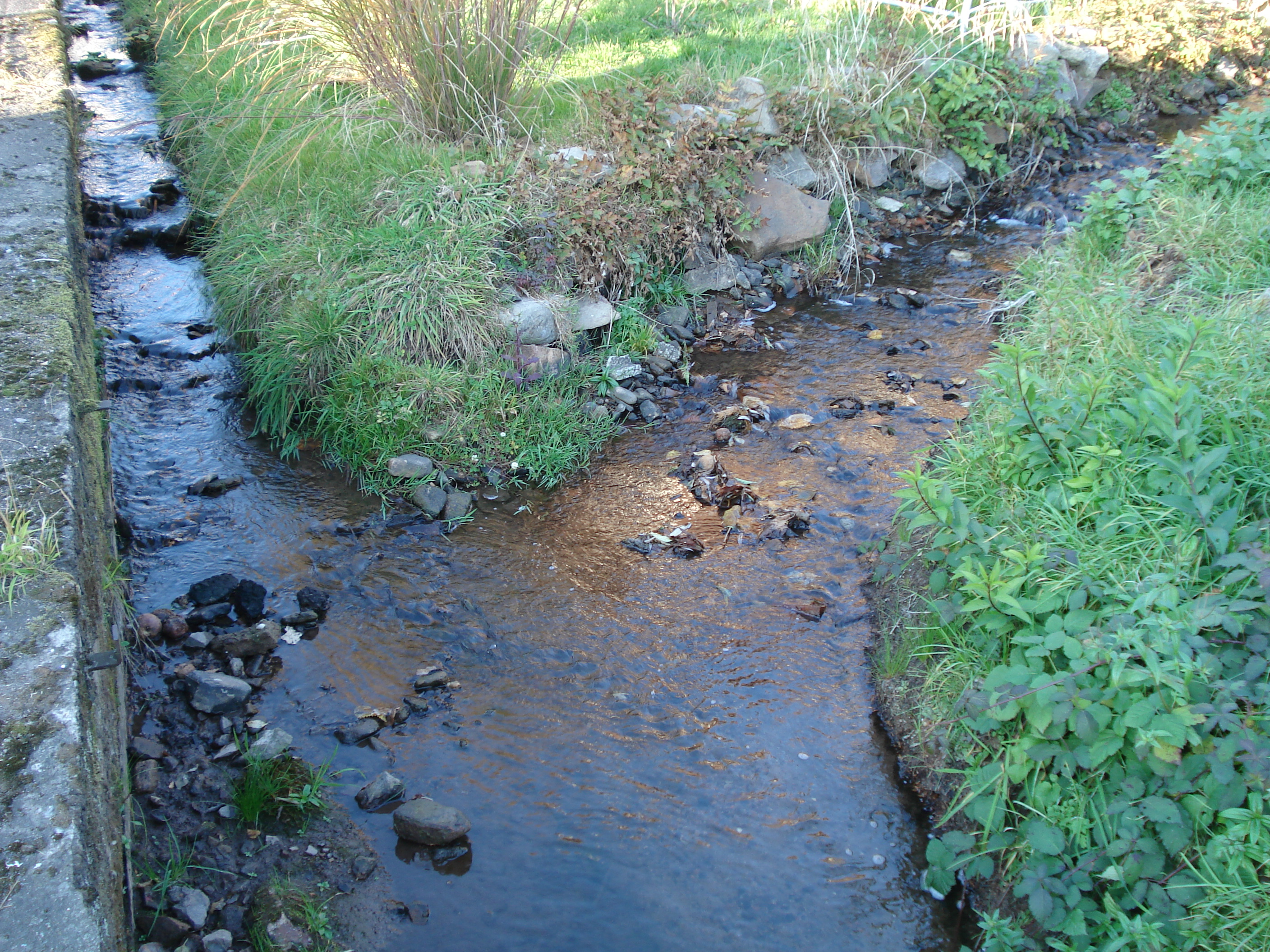
Der Obere Steinbach (hinten links) mündet in den Sailaufbach